# Степанов, Алексей Николаевич (Герой Социалистического Труда)
Алексей Николаевич Степанов (23 июня 1912 — 24 сентября 1989) — советский труженик народного хозяйства, Герой Социалистического Труда.

## Биография
Родился в 1912 году в деревне Ждановское Бронницкого уезда Московской губернии, русский.
С 1928 года — на хозяйственной, общественной и политической работе. В 1928—1975 годах — помощник машиниста, машинист паровозного депо Московско-Казанской железной дороги, проходил военную службу в Красной Армии, машинист паровозного депо Московско-Казанской железной дороги, военных эшелонов во время Великой Отечественной войны, машинист электродепо Панки Московской области.
Указом Президиума Верховного Совета СССР от 1 августа 1959 года присвоено звание Героя Социалистического Труда с вручением ордена Ленина и золотой медали «Серп и Молот».
Умер в 1989 году в Москве.